# Сіро з Павії
Сір (лат. Syrus) (I або IV століття) — святий, перший єпископ Павії. День пам'яті — 9 грудня.
Святий Сір рахується першим єпископом Павії. Манускрипт XIV століття «De laudibus Papiæ» стверджує, що він був юнаком, котрий дав Ісусу хліба та риби перед чудом накормлення пять тисяч людей. За одним з переказів, він слідував за апостолом Петром до Риму, звідки відправився на проповідь в долину річки По, де багатьох навернув у християнство. Вважається що він побував у всіх великих містах північної Італії.
Згідно з іншим переказом, святий Сір був учнем святого Гермагора, котрий, у свою чергу, був учнем апостола Павла. Святий Гермагор, що вважається засновником єпархії Аквілеї, відправив святих Сіра та Іувенція на проповідь в долину По. Про них відомо, що Сір був першим, а Іувенцій третім єпископом Павії. Також вважається, що святий Сір був борцем против аріянства.
Святий Сір похований у катедральному соборі Павії (Duomo di Pavia).